# 成層圏界面
成層圏界面（せいそうけんかいめん、英: stratopause）は、地球の大気圏内にある成層圏と中間圏の境界領域である。成層圏ではオゾンによる紫外線の吸収により、高度と共に温度が上昇し、成層圏界面で最高温度に達する。中間圏ではオゾンによる加熱が少なくなり、他に大きな熱源もないため、温度は高度と共に減少する。
これは地球だけでなく、大気圏の途中に熱源のある他の惑星でも起こる。
地球では、地表から50 - 55kmの高さに成層圏界面があり、気圧は海面での約1/1000である。